# Stadion Gajayana
Lo Stadion Gajayana è un impianto sportivo indonesiano situato a Malang, in Indonesia.